# The Silhouettes
The Silhouettes war eine vierköpfige US-amerikanische Doo-Wop- und R&B-Gruppe, die mit ihrem Hit Get a Job 1958 einen Nummer-eins-Hit in den USA landeten.

## Geschichte
Die Silhouettes formierten sich als vierköpfige afroamerikanische Gruppe 1956 in Philadelphia. Nachdem sie anfänglich unter dem Namen The Gospel Tornadoes ausschließlich Gospel sangen, bewegten sie sich bald auch in Richtung des damals populären Doo-Wop. Sie unterschreiben 1957 einen Vertrag bei dem Radiomoderator Ulysses Kae Williams. Gleich bei ihrer ersten Sitzung mit Williams nahmen sie den Song Get a Job auf, der ursprünglich nur als B-Seite zu der heute weitgehend vergessenen Ballade I Am Lonely veröffentlicht wurde. Es wurde ihr einziger Hit, der sich über eine Million Mal verkaufte: Mit Get a Job belegten sie 1958 für zwei Wochen Platz eins der Billboard-Charts sowie sechs Wochen der R&B-Charts und traten auch in der TV-Show American Bandstand auf. An diesen Erfolg konnten die Silhouettes nicht mehr anknüpfen, ihre nachfolgenden Singles wie Bing Bong, I Sold My Heart to the Junkman oder Not Me Baby verkauften sich enttäuschend und erreichten weder die Pop- noch die R&B-Hitlisten. Sie geltend daher auch als One Hit Wonder.
In den folgenden Jahren tourten die Silhouettes unter anderem mit Sam Cooke, Jackie Wilson und Clyde McPhatter. Bill Horton und Raymond Edwards verließen 1962 die Gruppe, woraufhin John Wilson und Cornelius Brown als neue Mitglieder hinzukamen. In den 1960er-Jahren wandte sich die Gruppe mehr dem R&B und Soul zu. Nachdem sich die Silhouettes 1968 zunächst aufgelöst hatten, erfolgte ab 1980 eine Reunion der vier Originalmitglieder. Bis zu ihrem letzten Auftritt im November 1993 waren sie regelmäßig im „Oldies Circuit“ mit ihren alten Titeln unterwegs. Sie veröffentlichten mit Workin' Hard (1982) auch ein Album mit neuen Songs, welches aber nur begrenzte Verbreitung auf Schallplatte fand. In dem 1986 veröffentlichten B-Movie Joey absolvierten die Silhouettes einen Gastauftritt.

## Rezeption
Der markante „Sha Na Na“-Gesang in Get a Job inspirierte die gleichnamige Band zu ihrem Namen. Der Kampfname des osttimoresischen Guerillaführers und Politiker Xanana Gusmão ist ebenfalls von dem Lied inspiriert. Nachhaltige Bekanntheit erlangten die Silhouettes auch durch die Verwendung von Get a Job in Filmen wie American Graffiti (1973), Die Glücksritter (1983), Stand by Me (1986) und Good Morning, Vietnam (1987).

## Mitglieder
Originalmitglieder
- Bill Horton, Leadsänger (* 25. Dezember 1929; † 23. Januar 1995)
- Richard „Rick“ Lewis, Tenor (* 2. September 1933; † 19. April 2005)
- Earl T. Beal, Bariton (* 18. Juli 1924; † 22. März 2001)
- Raymond Edwards, Bass (* 22. September 1922; † 1997)

Spätere Mitglieder
- John „Bootsie“ Wilson, Leadsänger (* 18. Juli 1940; † 21. September 2009)
- Cornelius Brown (* 1930; † 1991)